# ビッグ・イン・ジャパン (マーティン・ソルヴェイグの曲)
ビッグ・イン・ジャパン（Big in Japan）はフランスのDJ、マーティン・ソルヴェイグとカナダのバンドドラゴネッテのダンス曲である。ソルヴェイグの2011年のアルバム「スマッシュ」の3曲目として収録されている。ヨーロッパではシングルとして10月24日に発売された。日本のアイドルグループ、アイドリング!!!がボーカルとして参加している。ミュージックビデオは東日本大震災の発生1週間前に日本で撮影されたもので、その趣旨がMVの最後に表記されている。